# Hydriomena raptata
Hydriomena raptata là một loài bướm đêm trong họ Geometridae.